# Antonio Cortés Forteza-Rey
Antonio Cortés Forteza-Rey (Palma, Mallorca, 1 de novembre de 1927 - Madrid, 27 de setembre de 2001), conegut artísticament com a Tony Cortés, va ser un escenògraf i dissenyador de vestuari cinematogràfic mallorquí.

## Biografia
Va estudiar dret a la Universitat de Barcelona i a la Universitat de Salamanca, però ho va deixar per treballar com a meritori de direcció al cinema amb el director Rafael Gil Álvarez i com a ajudant de Jesús Franco a Rififí en la ciudad (1963). Després es va dedicar a la direcció artística i va fer els decorats de les pel·lícules El pisito (de Marco Ferreri, 1958), Gayarre (de Domingo Viladomat, 1958), El cochecito (de García Berlanga), Pim, pam, pum... ¡fuego! (de Pedro Olea, 1975) o Los zancos (de Carlos Saura, 1984). El 1968 va guanyar el premi del Sindicat Nacional de l'Espectacle als millors decorats de Las Vegas, 500 millones d'Antonio Isasi Isasmendi
Va treballar amb els directors espanyols Miguel Picazo, Carlos Saura, Jorge Grau, Antonio Mercero, Angelino Fons, Salvatore Sampieri, Manuel Gutiérrez Aragón, Jaime de Armiñán, Jaime Chávarri, Francisco Regueiro, Juan Caño i altres. També va fer l'ambientació de Campanades a mitjanit d'Orson Welles, a Faites vos jeux, mesdames de Marcel Ophuls i a L'ingorgo - Una storia impossibile de Luigi Comencini. El 1997 fou nominat al Goya a la millor direcció artística per El color de las nubes de Mario Camus..
Va treballar a més com a escenògraf en nombroses obres teatrals d'Adolfo Marsillach, Manuel Canseco, Conchita Montes, José María Morera, Ángel Fernández Montesinos, Juan José Alonso Millán o Mercedes Lezcano, i va crear els decorats de la sèrie Las pícaras (1983), Els darrers anys va ser professor d'Ambientació a l'Escola de Cinematografia i de l'Audiovisual de la Comunitat de Madrid.

## Filmografia
- 1997 El color de las nubes
- 1992 Los gusanos no llevan bufanda
- 1988 Espérame en el cielo
- 1985 Marbella, un golpe de cinco estrellas
- 1985 Caso cerrado
- 1984 Los zancos
- 1983 Las pícaras (tres episodis)
- 1982 Cristóbal Colón, de oficio... descubridor
- 1978 Un hombre llamado Flor de Otoño
- 1976 La siesta
- 1976 La Corea
- 1974 Tormento
- 1968 Las Vegas, 500 millones
- 1966 Con el viento solano
- 1961 Plácido
- 1960 El cochecito
- 1958 El pisito